# 城港路街道
城港路街道，是中华人民共和国山東省烟台市莱州市下辖的一个乡镇级行政单位。

## 行政区划
城港路街道下辖以下地区：
玉皇苑社区、粮建社区、菱花社区、路个庄村、东郎子埠村、西郎子埠村、小原村、大原一村、大原二村、大原三村、朱旺村、海新庄村、东大原村、东朱杲村、西朱杲村、东泗河村、西泗河村、河套村、小朱杲村、林家北流村、三教北流村、谢家村、大原杜家村、十里堡村、淇水村、小原王家村、小原高家村、二十里堡村、连郭庄村、新官庄村、碾头村、朱由一村、朱由二村、朱由三村、朱由四村、海村、沈家村、上官李家村、上官刘家村、叶家村、霍旺村、朱家村、小辛庄村、大新庄村、三间房村、草坡村、前朱石村、大朱石村、军寨址村、马格庄村、柳林头村、崖头刘家村、崖头韩家村、三教村、崖头孙家村、崖头由家村、路宿曲家村、路宿村、肖家村和路宿郑家村。

## 人口
2010年中国第六次人口普查时，城港路街道共有人口69738人。共有家庭24948户，平均每户2.59人。14岁以下的少年儿童共7248人，占总人口10.39%；15-64岁人口共53265人，占总人口76.37%；65岁及以上的老年人共9225人，占总人口的13.22%。男性共计35399人，占总人口50.75%；女性共计34339，占总人口49.24%。本地居住的人口中，拥有本地户籍的人口为50735人，占72.75%。